# WikiKids
WikiKids is een door Stichting Kennisnet gehoste interactieve Nederlandstalige wiki-internetencyclopedie die in de eerste plaats wordt geschreven voor en door kinderen. WikiKids richt zich met name op leerlingen in de bovenbouw van het basisonderwijs. De doelgroep is meer specifiek ±8 tot ±15 jaar.

## Geschiedenis
In 2006 werd de Stichting WikiKids opgericht, die bestond uit enkele in het onderwijs werkzame vrijwilligers. In januari 2007 werd WikiKids tijdens de Nationale Onderwijstentoonstelling (NOT) gepresenteerd aan het Nederlandse onderwijs.
Op 23 januari 2008 won WikiKids de IPON Awards 2008 voor innovatief educatief ICT-project.

## Groeicijfers
De groei van het aantal artikelen, gebaseerd op de automatische teller op de hoofdpagina van WikiKids, zoals die ieder jaar in het begin van januari is vastgelegd door de Wayback Machine, is hieronder te zien.